# Dhuusamarreeb
Dhuusamarreeb (auch Dusa Marreb geschrieben) ist eine Stadt in Zentral-Somalia. 2007 hatte sie Schätzungen zufolge etwa 30.000 Einwohner. Sie ist Hauptstadt der Region Galguduud und verfügt über ein Krankenhaus. Dhuusamarreeb liegt unweit der Grenze zum äthiopischen Ogaden zwischen den Städten Gaalkacyo und Beledweyne, mit denen die Stadt durch eine Straße verbunden ist.
Dominierender Clan in Dhuusamarreeb sind die Habar-Gidr-Hawiya. Seit Anfang 2006 war die Stadt unter Kontrolle der Union Islamischer Gerichte.
2007 trafen etwa 4000–5000 binnenvertriebene Familien (24.000–30.000 Personen) aus der Landeshauptstadt Mogadischu in Dhuusamarreeb ein. Dieser Zustrom stellt die Stadt vor Probleme und führte zu steigenden Preisen für Grundnahrungsmittel.
Am 1. Mai 2008 führten die USA einen Luftangriff in Dhuusamarreeb aus, bei dem der Führer der islamistischen al-Shabaab-Miliz, Aden Hashi Ayro, sowie mindestens 15 Zivilisten getötet wurden.
Am 28. Dezember 2008 nahm die gemäßigt-islamistische, sufistisch ausgerichtete Gruppierung Ahlu Sunna Wal Jamaa Dhuusamarreeb ein. Im Januar 2010 eroberte die al-Shabaab-Miliz die Stadt zurück. Bei den Kämpfen kamen fast 50 Personen ums Leben.

## Persönlichkeiten
- Abdi Farah Shirdon (* 1958), somalischer Politiker und Unternehmer, geboren in Dhuusamarreeb